# مريفق
مريفق هي قرية متوسطة الحجم والمساحة (المصطلح المحلي هجرة) تقع بالقرب من مدينة حائل حيث أن سكانها من قبيلة شمر - فخذ التريبان، هذا وتقع هجرة مريفق بالقرب من مسار وادي صغير يغذي وادي الاديرع الذي يتوسط مدينة حائل ، هذا وتعتبر هجرة مريفق (الاسم الرسمي:  مريفق ويليها بدائع مريفق) قريبة جدا من مطار حائل الدولي مما يمنحها فرصة كبيرة للتطور في حال نقل المطار إلى موقعه الجديد المقرر في مدينة الأمير عبد العزيز بن مساعد الاقتصادية (مدينة حائل الاقتصادية)، بالإضافة إلى ما ذكر فإن النمو السكاني والتطور العمراني الهائل الذي تشهده المنطقة والتوسع الكبير في شبكة الطرق تضع قرية مريفق ضمن الخطط التنموية القادمة بشكل مباشر .

يلاحظ قلة المياه الجوفية السطحية والعميقة كما أن التوسع السكاني في هذه القرية يقابلها نقص حاد في توفر المنشآت التعليمية والصحية حيث لا يوجد سوى مدرسه واحدة ابتدائي ومتوسط ويضطر من خلالها السكان إلى التوجه الدائم إلى مدينة حائل أو القرى الكبيرة والقريبة منهم.